# Джозеф, Соса
Соса Джозеф (англ. Sosa Joseph, род. 21 декабря 1971, Парумала, Керала) — современная индийская художница, живущая в городе Кочине, штат Керала. Она считается важной представительницей современного женского искусства в Керале, Индия. Джозеф училась в колледже изящных искусств имени Раджи Рави Вармы в Мавеликкаре, штат Керала, и в университете Бароды имени Махараджи Саяджирао. В 2015 году её работы были выставлены в Городском музее Амстердама. В 2016 году она выставлялась на Триеннале Сетоути в Сёдосиме, Япония, а в 2018 году её работы были включены в 21-ю Сиднейскую биеннале.